# Physocephala
Genre
Synonymes
- Archiphysocephala Kröber, 1939

Physocephala est un genre d'insectes diptères brachycères de la famille des Conopidae.
Les adultes se nourrissent de nectar. Le comportement d'une grande partie de ces espèces est inconnu ; pour celles dont il a été étudié, la larve est obligatoirement endoparasite d'autres insectes, en particulier les hymenoptères pollinisateurs et parmi eux, les Bourdons, les Apis, les Centridines, les Abeilles charpentières, les Mégachiles, les Andrènes, les Euglossines, Tapinotaspidines mais également des prédateurs comme les Guêpes et les Frelons, les Odynères, les Pompiles ou les Sphecidés. L'espèce-type du genre est Physocephala rufipes.
Les 109 espèces que comporte ce genre se rencontrent principalement au sein des écozones indomalaise (37 espèces), paléarctique (28, dont 10 en Europe), néotropicale (27) et afrotropicale (26) mais également dans les écozones néarctique (8) et australasiène (3).

## Ensemble des espèces
Selon Jens-Hermann Stuke :

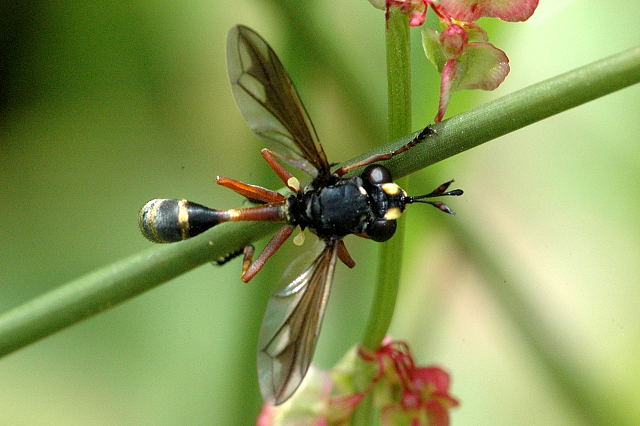
Physocephala rufipes (Ardennes belges)

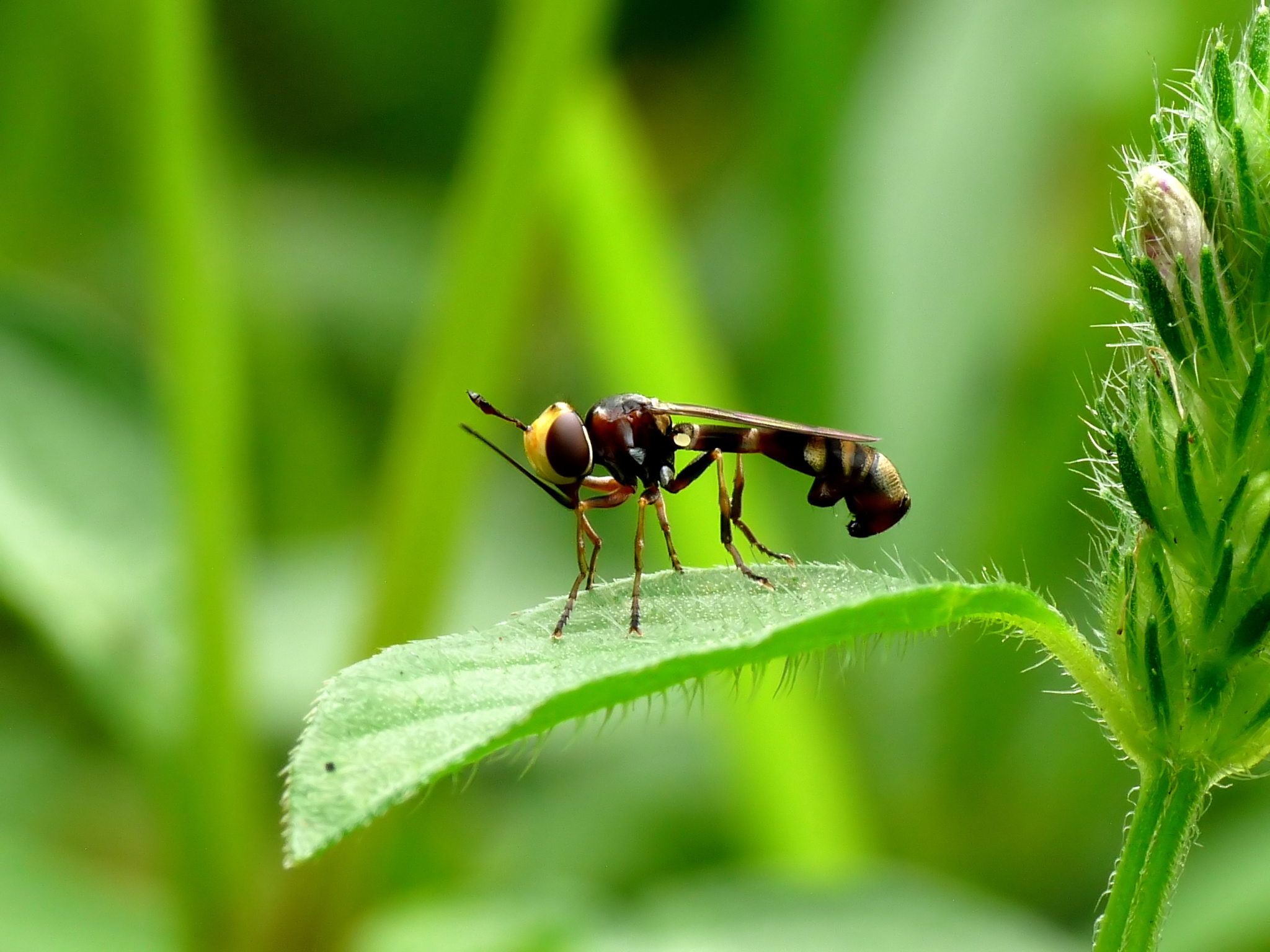
Physocephala vittata, espèce Nord-Est afrotropicale et Ouest paléarctique

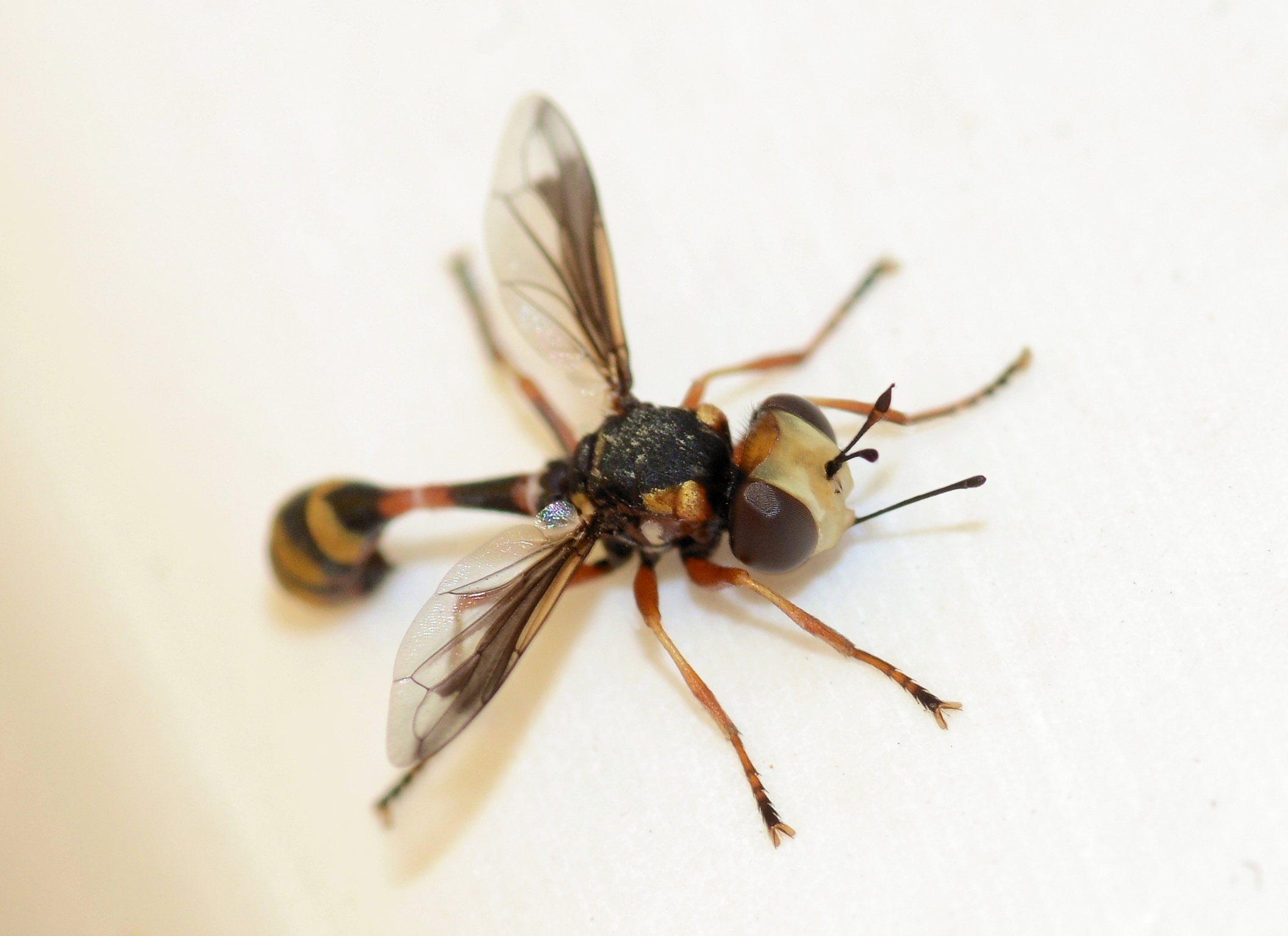
Physocphala pusilla, espèce paléarctique

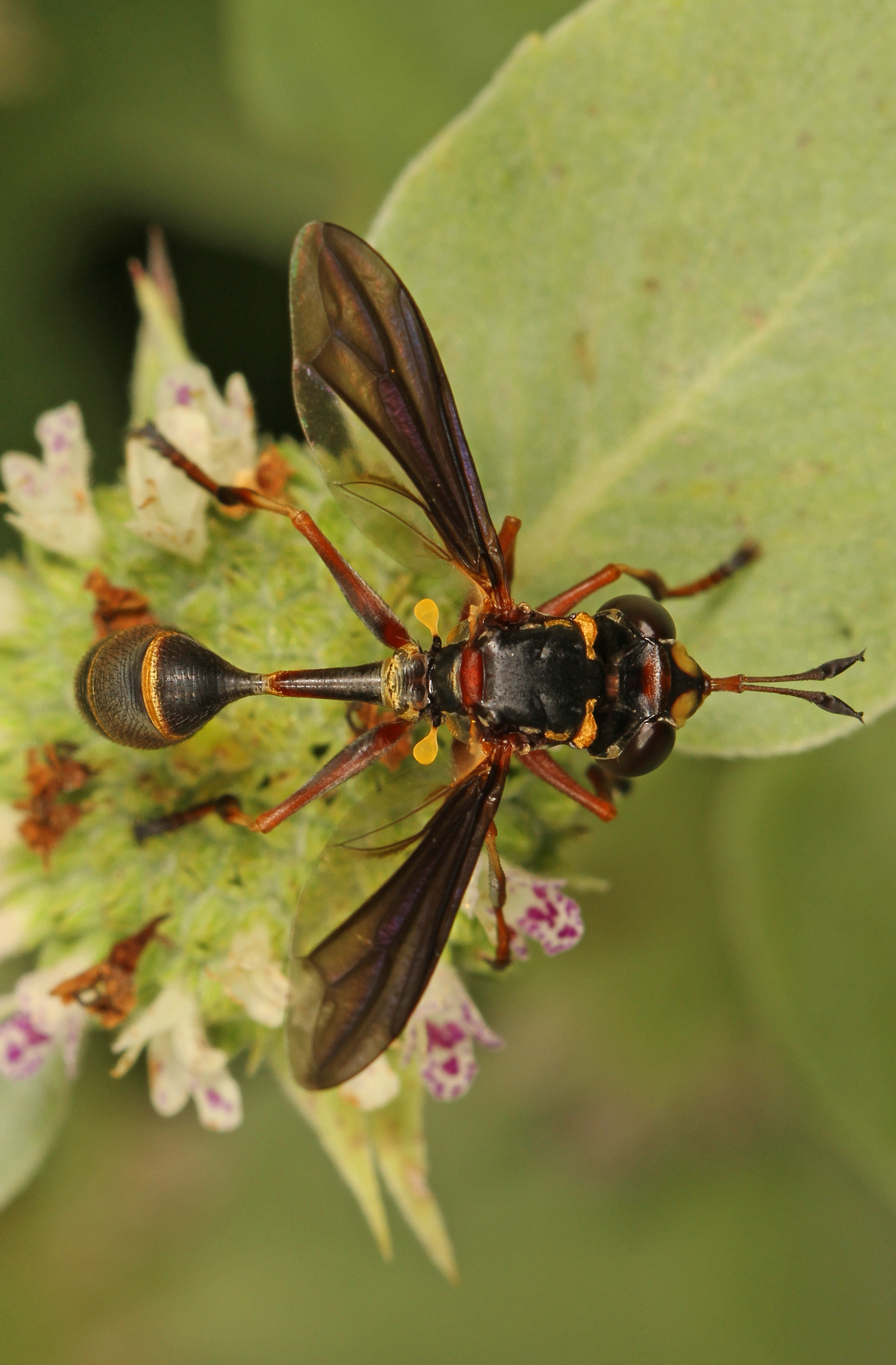
Physocephala sagittaria (Virginie, USA)

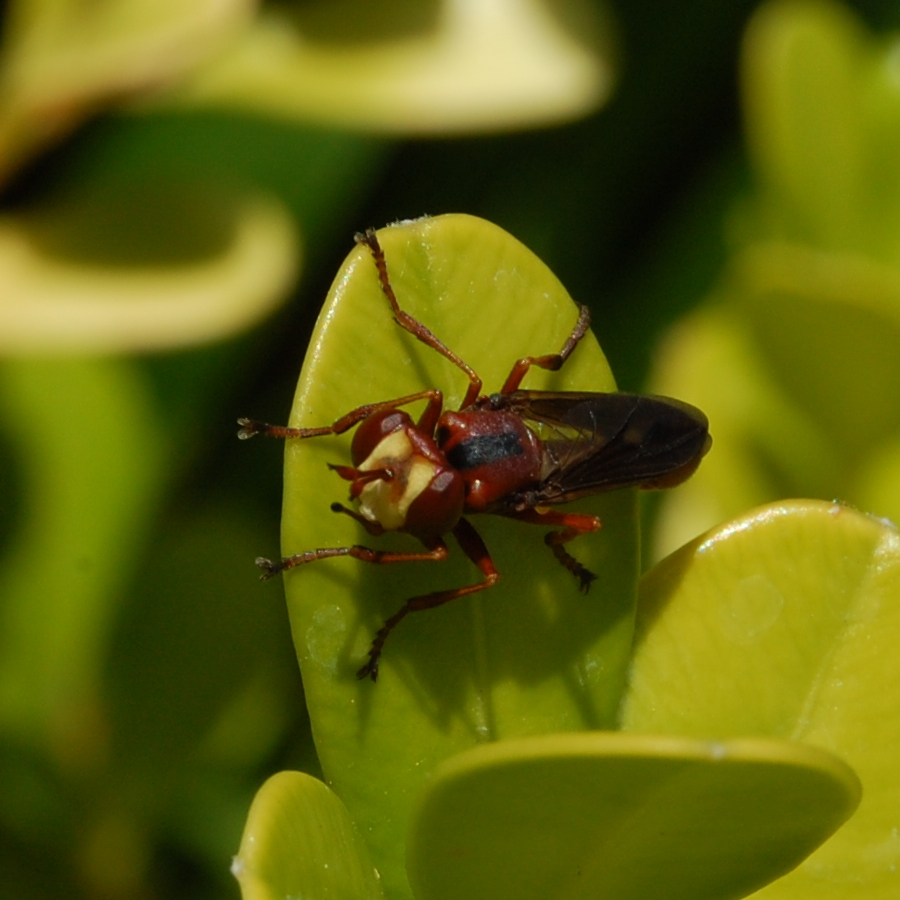
Physocephala burgessi (Californie, USA)

- Physocephala abyssinica, RDC, ethiopie, Malawi
- Physocephala albofasciata, Inde
- Physocephala annulifera, Inde
- Physocephala antiqua, Paléarctique et Golfe Persique
- Physocephala argentifera, Inde
- Physocephala assamensis, Inde
- Physocephala aterrima, Inde, Laos, Chine
- Physocephala atricornis, Pakistan
- Physocephala atronata, Ouganda
- Physocephala aurantiaca, Inde et Sri Lanka
- Physocephala aureopygia, Inde
- Physocephala aurifrons, Néotropique
- Physocephala australiana, Australie
- Physocephala bennetti, Brésil
- Physocephala bequaertorum, RDC, Éthiopie, Zimbawé
- Physocephala bicolor, Brésil
- Physocephala biguttata, Îles Canaries
- Physocephala bimarginipennis, Afrotropique
- Physocephala bipartita, Indomalais
- Physocephala bipunctata, Néotropique
- Physocephala brevipennis, Afrique du Sud
- Physocephala brunnipes, Brésil
- Physocephala burgessi, Néarctique
- Physocephala calopa, Inde, Pakistan, Chine
- Physocephala carbonaria, Costa Rica et Mexique
- Physocephala cayennensis, Néotropique
- Physocephala chalantungensis, Chine
- Physocephala chekiangensis, Chine
- Physocephala cheni, Chine
- Physocephala chiahensis, Chine et Corée du Nord
- Physocephala chrysorrhoea, Ouest-Paléarctique
- Physocephala claripennis, Mali et Soudan
- Physocephala coei, Népal
- Physocephala confusa, Chine
- Physocephala congoensis, RDC, Guinée équatoriale et Tanzanie
- Physocephala diffusa, Inde et Sri Lanka
- Physocephala digitata, Afrotropique
- Physocephala dimidiatipennis, Uruguay
- Physocephala elongata, Malaysie
- Physocephala ethiopica, Éthiopie
- Physocephala floridana, Floride (USA)
- Physocephala fumivena, Tanzanie et Zimbabwé
- Physocephala fumosa, Îles de Java et de Maluku (Indonésie)
- Physocephala furcillata, Néarctique
- Physocephala gigas, Indomalais et Chine
- Physocephala gracilia, Angola?
- Physocephala halterata, Afrotropique
- Physocephala herrerai, Costa Rica
- Physocephala inconsequens, Malaysie
- Physocephala inhabilis, Néotropique
- Physocephala larvata, Éthiopie et Égypte
- Physocephala limbipennis, Indomalais et Chine
- Physocephala lineifrons, Afrique du Sud
- Physocephala longitheca, Angola
- Physocephala lugubris, Sud Néarctique et Néotropique
- Physocephala maculifacies, Angola et Malawi
- Physocephala maculipes, Afrotropique
- Physocephala madagascariensis, Madagascar
- Physocephala marginata, Néarctique
- Physocephala maxima, Mexique
- Physocephala melana, Vietnam
- Physocephala minuta, Queensland (Australie)
- Physocephala minutissima, Malawi
- Physocephala munda, Inde et Pakistan
- Physocephala nervosa, Argentine
- Physocephala nigerrima, RDC
- Physocephala nigra, Paléarctique
- Physocephala nigripennis, Taïwan
- Physocephala nigrotestacea, Australasie
- Physocephala nursei, Inde et Pakistan
- Physocephala obscura, Indomalais et Est Paléarctique
- Physocephala olivieri, Guyane française
- Physocephala paralleliventris, Indonésie
- Physocephala philippinensis, Philippines
- Physocephala picipes, Brésil
- Physocephala pielina, Chine
- Physocephala pusilla, Paléarctique
- Physocephala reducta, Chine
- Physocephala renschi, Indonésie
- Physocephala rufescens, Inde
- Physocephala rufifrons, Est-Paléarctique et Népal
- Physocephala rufipes, Paléarctique
- Physocephala rufithorax, Brésil, Paragay et Pérou
- Physocephala rufohalterata, Malaysie
- Physocephala sabroskyi, Bahamas
- Physocephala sagittaria, Néarctique
- Physocephala sauteri, Taïwan
- Physocephala scutellata, Indomalais
- Physocephala segethi, Néotropique
- Physocephala similis, Afrotropique
- Physocephala simplex, Afrotropique
- Physocephala sinensis, Chine et Népal
- Physocephala spheniformis, Brésil
- Physocephala sumatrensis, Sumatra
- Physocephala tenella, Indomalais
- Physocephala testacea, Inde
- Physocephala texana, Néotropique et introduit en Ukraine
- Physocephala theca, Chine
- Physocephala thecala, Sud Néotropique
- Physocephala tibialis, Néarctique
- Physocephala ugandae, RDC et Ouganda
- Physocephala unicolor, Néotropique
- Physocephala vaginalis, Europe
- Physocephala variegata, Europe
- Physocephala venusta, République Dominicaine et Haïti
- Physocephala vittata, Nord-Est Afrotropique et Ouest Paléarctique
- Physocephala wegneri, Indonésie
- Physocephala wulpi, Néotropique

Les espèces Physocephala curticornis et Physocephala truncata sont considérées comme étant synonymes de Physocephala vittata, Physocephala laeta synonyme de Physocephala variegata et Physocephala laticincta synonyme de Physocephala rufipes.

## Les espèces européennes
Selon Fauna Europaea (7 mars 2019), pondéré par le jeu des synonymie de Jens-Hermann Stuke :
- Physocephala antiqua
- Physocephala biguttata
- Physocephala chrysorrhoea
- Physocephala lacera
- Physocephala nigra
- Physocephala pusilla
- Physocephala rufipes
- Physocephala texana, espèce néotropicale introduite en Ukraine[1]
- Physocephala vaginalis
- Physocephala variegata
- Physocephala vittata